# Buzamező
Buzamező (románul: Buzaș) falu Romániában, Szilágy megyében.

## Fekvése
Szilágy megyében, a Szamos bal partja közelében, Zsibótól északkeletre, Oroszmező és Konkolyfalva között fekvő település.

## Története
Buzamező nevét az oklevelek 1554-ben említették először Buzamezeo néven. Románul Buzasiu néven írták.
A település kezdetektől fogva a kolozsmegyei Almásvárához tartozott. Nevét is a búzatermesztésről kapta.
1554-ben Balassa Imre özvegyét Somi Annát írták a település birtokosának, aki birtokának negyedrészét második férjére Patócsi Boldizsárra hagyta.
1560-ban II. János király Bebek Ferenctől birtokrészét Bátori Kristófnak és nejének Damiska Katának adományozta, 1564-ben pedig a Somi Annáról gyermekeire szállt birtokrészt azoktól hűtlenségük miatt ugyancsak elkobozta és Némethi Ferenc tokaji várnagynak, s nejének Balassa Zsófiának és annak testvérének Balassa Margitnak adományozta.
1595-ben Báthory Zsigmond a hűtlenségbe esett néhai Kendy Gábor itteni birtokrészét Bocskai Istvánnak adományozta
1600-ban Mihály vajda a Bocskai Istvántól hűtlenség miatt elvett itteni birtokrészét Csáky Istvánnak adományozta.
1627-ben Bethlen Gábor fejedelem Haller Györgyöt, Zsigmondot és Bánffy Lászlót itteni birtokrészükben megerősítette.
1694-ben Kornis Zsigmond birtoka volt.
1696-ban Buzamező hódoltsági falu volt.
Az 1600-as évek közepétől 1739-ig a Kornis család tagjainak birtoka volt.
1810-ben gróf Haller Jánosnét írták birtokosának.
1820-ban gróf Lázár Jánosné gróf Kornis Anna utódaié.
1857-ben 287 lakosa volt, 54 házban. Lakosai közül 2 római katolikus, 267 görögkatolikus, 5 református, 13 zsidó volt.
1863-ban Buzamezőt Hosszú László, báró Jósika Miklós, Leó Gyula, és Géza, Frink Jakab birtokának írták.
1886-ban 60 házban 277 oláh lakosa volt. Határa 1593 kataszteri hold volt.
1891-ben 312 lakosa volt, ebből 1 római katolikus, 297 görögkatolikus, 5 református, 9 izraelita volt.
1898-ban Frink Endre és Lajos, valamint Vertik Gáborné Ujfalvi Eszter birtoka volt.
A trianoni békeszerződés előtt Szolnok-Doboka vármegye Nagyilondai járásához tartozott.

## Nevezetességek
- Görögkeleti fatemplomát a Szent Arkangyalok tiszteletére szentelték.

## Itt születtek
- Daday Jenő bölcseleti doktor a magyar Nemzeti Múzeum segédőre, a Magyar Tudományos Akadémia levelező tagja, Daday Elek és Méhessy Sarolta fia 1855. május 24-én itt Buzamezőn született. Kolozsváron tanult, természetrajzi és állattani kutatásokkal foglalkozott, e témában írta cikkeit is.